# Себастьян Генесс
Себастьян Генесс (нім. Sebastian Hoeneß; нар. 12 травня 1982) — німецький футболіст. По завершенні ігрової кар'єри — тренер. Наразі є головним тренером клубу німецької Бундесліги «Штутгарт».
Себастьян Генесс є сином Дітера Генесса і племінником Улі Генесса.

## Титули і досягнення
- Володар Кубка Німеччини (1):

«Штутгарт»: 2024-25